# Каськов, Артур Геннадьевич
Арту́р Генна́дьевич Касько́в (укр. Артур Геннадійович Каськов; 18 ноября 1991, Новониколаевка, Запорожская область) — украинский футболист, нападающий.

## Биография
Артур Каськов является воспитанником футбольной школы запорожского «Металлурга». Первый тренер — Виктор Трегубов. Дебютировал Каськов в чемпионате Украины 15 марта 2009 года в матче против киевского «Динамо», выйдя на замену на 88 минуте вместо Сергея Силюка, в итоге его команда потерпела домашнее поражение со счётом (1:3). 23 мая 2009 года Артур в матче 29 тура чемпионата Украины отметился забитым мячом в ворота донецкого «Металлурга», запорожцы в той игре одержали домашнюю победу со счётом (2:1). Всего в чемпионате Украины сезона 2008/09 Артур провёл 4 матча и забил 2 мяча.
По итогам сезона 2010/11 «Металлург» занял последнее 16 место и вылетел в Первую лигу Украины.
17 июня 2011 года взят ФК «Черноморец» в аренду с правом дальнейшего выкупа. 12 декабря 2011 года по окончании срока аренды вернулся в Запорожье. Затем выступал за «Олимпик», «Буковину», «Полтаву» и «Сумы».
В августе 2015 года перешёл в «Верес», за который затем провёл 6 матчей. 6 декабря того же года стало известно, что ровненский клуб прекратил сотрудничество с Каськовым. Летом 2017 вернулся в «Сумы» и отметил свое возвращение голом в первой игре сезона против «Нефтяника-Укрнефть».